# Auto-controlled Torque Amplification Chamber
ATAC staat voor: Auto-controlled Torque Amplification Chamber of Automatic Torque Amplification Control. 
Dit is een powervalve van Honda voor de tweetakten vanaf 1983 (NS 500 racer) volgens het principe van YPVS van Yamaha. Om niet in conflict te komen met de Yamaha-patenten was ATAC uitgevoerd met kleine kamertjes die middels een draaiende klep (wals) waren verbonden met het uitlaatsysteem. De kleppen werden meestal gestuurd via centrifugaalgewichten (zoals YPVS), bij sommige typen elektrisch. Op de Honda Beat scooter (1983) heette het systeem V-TACS (Variable-Torque Amplification Chamber System). Vanaf 1986 werd het systeem op de CR 250 crosser vervangen door HPP. Na 1987 verdween ATAC ook van de racers.